# Off the Table
«Off the Table» (estilizado en minúsculas) es una canción grabada por la cantante estadounidense Ariana Grande y el cantante canadiense The Weeknd del sexto álbum de estudio de la primera, Positions (2020). Los dos escribieron la canción con Steven Franks, Travis Sayles y sus productores Tommy Brown y Shintaro. Es una balada lenta y emocional de R&B sobre reavivar una relación romántica, que recibió críticas polarizantes de los críticos musicales. Un video musical en vivo de «Off the Table» fue lanzado el 21 de julio de 2021. Más tarde ese año, impactó el exitoso formato de radio ruso contemporáneo el 27 de septiembre de 2021, convirtiéndolo en el primer sencillo promocional del álbum.

## Antecedentes
Grande y The Weeknd colaboraron por última vez en «Love Me Harder» del segundo álbum de estudio de Grande, My Everything (2014). «Off the Table» se anunció el 24 de octubre de 2020, cuando Grande publicó una imagen en las redes sociales que contenía la lista de canciones completa de Positions.
Se cree que la canción está relacionada con el ex novio de Grande, el fallecido Mac Miller. Grande y Miller se separaron en mayo de 2018, después de salir durante dos años y medio. Posteriormente comenzó una nueva relación con Pete Davidson. Los dos se comprometieron en junio de 2018, pero su relación terminó poco después de que Miller falleciera en septiembre de 2018 por una sobredosis. En una entrevista, Grande reveló que temía no poder volver a enamorarse luego de experimentar ciertas cosas y pasar por eventos traumáticos.
Ella dijo que merece ser expresado y «salir», y agregó que «una vez que escribes algo, también desaparece un poco». Ella sintió que «expresarlo lo hacía sentir mucho menos legítimo». En la canción, The Weeknd interpretó el papel de una «reacción de sueño perfecta a un miedo como ese que se expresa», según Grande. Para asegurarse de que la canción refleje algún tipo de realidad, se puso al día con Weeknd y «habló sobre la vida y todo» antes de que comenzara el proceso de escritura, informándole sobre el asunto y resumiendo sus experiencias. «Creo que escribió su verso desde la perspectiva de una persona que estaría ocupando ciertos zapatos y lo que he escuchado se ha sentido bien». Ella elogió a The Weeknd por «hacer un gran trabajo fenomenal escribiendo eso», y consideró la canción una «pieza central perfecta» para el álbum porque «hace que todas las demás canciones del álbum tengan mucho más sentido».
Grande dijo que después de recibir «un paquete de ritmos» del productor Shintaro, escribió un verso y el coro antes de enviarlo al Weeknd para buscar su aprobación. «Yo estaba como, '¿esto está bien?' Y él dijo, 'sí, voy a escribir el segundo verso'. Y yo estaba como, 'está bien'». Ella lo describió como «un momento muy íntimo y un proceso de escritura entre dos amigos».

## Composición
«Off the Table» es una balada lenta y emocional de R&B sobre reavivar una relación romántica. Líricamente, la canción describe el proceso de curación y la dificultad de pasar de un final trágico a una relación, cuestionando la existencia del amor después de que los repetidos intentos de buscarlo habían fracasado.
Grande comienza la canción dirigiéndose a Miller directamente: «¿Volveré a amar de la misma manera? / ¿Alguna vez amaré a alguien como a ti? / Nunca pensé que serías tan difícil de reemplazar». Grande lucha por decidir si está preparada para seguir adelante y entablar una relación más seria con su entonces novio Dalton Gómez, después de perder a Miller. En un verso, ella canta sobre su confusión: «Puede que aún no esté completamente curada o lista / ¿Debería estar demasiado firme? / Pero solo quiero saber si el amor está completamente fuera de discusión». The Weeknd, por otro lado, canta desde el punto de vista de una nueva pareja romántica, calmando sus miedos asegurándole que él está dispuesto a esperar el tiempo que sea necesario para que ella se prepare para una relación futura. Al final de «Off the Table», Grande samplea la canción «2009» de Miller de su álbum Swimming de 2018, como también lo hizo en «Ghostin», que se supone que se trata de su incapacidad para dejar ir a Miller.
Dani Blum de Pitchfork escribió sobre la composición de la pista: «La canción florece sobre volutas de cuerdas y tambores pesados y embriagadores, como un artefacto de sus mixtapes de Trilogy». Alyssa Bailey de Elle sintió que «ofrece una apariencia íntima». en el espacio mental y el proceso de curación de Grande». Louise Bruton de The Irish Times escribió que «Grande revela vulnerabilidades cuidadosamente pensadas» en «Off the Table».

## Créditos y personal
Créditos adaptados de Tidal y las notas del forro de Positions.

### Personal
- Ariana Grande - voz principal, coros, composición, producción vocal, arreglos vocales, ingeniería de audio
- The Weeknd - co-voz principal, composición
- Tommy Brown - composición, producción
- Shintaro - composición, producción
- Mr. Franks - composición, coproducción
- Travis Sayles - composición, coproducción
- Billy Hickey - ingeniería de audio, ingeniería de mezcla
- Shin Kamiyama - ingeniería de audio
- David Campbell - arreglo de cuerdas
- Steve Churchyard - ingeniería de audio de cuerdas
- Jeff Fitzpatrick - asistencia de ingeniería de audio de cuerdas
- Serban Ghenea - mezcla
- Randy Merrill - masterización
- Gerry Hilera - masterización de conciertos, violín
- Mario de Leon - violín
- Ellen Jung - violín
- Ana Landauer - violín
- Phillip Levy - violín
- Lorand Lokuszta - violín
- Michele Richards - violín
- Muestras de Neil - violín
- Ashoka Thiagarajan - violín
- David Walther - viola
- Rodney Wirtz - viola
- Paula Hochhalter - violonchelo
- Ross Gadsworth - violonchelo

### Grabación y gestión
- Grabado en la casa de Grande (Los Ángeles, California)
- Orquesta grabada en Capitol Recording Studios (Los Ángeles, California)
- Mezclado en MixStar Studios (Virginia Beach, Virginia)
- Masterizado en Sterling Sound (Nueva York, Nueva York)
- Publicado por Universal Music Group Corp. (ASCAP) / GrandAriMusic (ASCAP), Avex Music Publishing (ASCAP) y KMR Music Royalties II SCSP; administrado por Kobalt Songs Music Publishing (ASCAP) y Reservoir Media Music (ASCAP); todos los derechos administrados en todo el mundo por Reservoir Media Management, Inc., Tsayles Publishing ASCAP / Kobalt / IMP, Tsayles (ASCAP) y Shintaro Yasuda Publishing Designee (BMI)
- The Weeknd aparece cortesía de XO/Republic Records

## Posicionamiento en listas
| Listas (2020—2021)                    | Mejor posición |
| ------------------------------------- | -------------- |
| Australia (ARIA)                      | 32             |
| Canadá (Canadian Hot 100)             | 27             |
| Francia (SNEP)                        | 164            |
| Global 200 (Billboard)                | 18             |
| Grecia (IFPI)                         | 56             |
| Lituania (AGATA)                      | 69             |
| Países Bajos (Mega Single Top 100)    | 93             |
| New Zealand Hot Singles (RMNZ)        | 4              |
| Portugal (AFP)                        | 43             |
| Sweden Heatseeker (Sverigetopplistan) | 16             |
| Reino Unido (UK Download Chart)       | 87             |
| Estados Unidos (Billboard Hot 100)    | 35             |
| US Rolling Stone Top 100              | 10             |

## Historial de lanzamientos
| Región | Fecha                 | Formato                | Sello     | Ref.   |
| ------ | --------------------- | ---------------------- | --------- | ------ |
| Rusia  | 16 de octubre de 2021 | Contemporary hit radio | Universal | [ 28 ] |